# Ilex sapiiformis
Ilex de Pernambouc
Espèce
Statut de conservation UICN

CRB1ab(iii)+2ab(iii) : 
En danger critique
Ilex sapiiformis, l’Ilex de Pernambouc, est une espèce de plantes à fleurs de la famille des Aquifoliaceae. C'est un arbuste apparenté au Houx et originaire du Brésil. 
Déclarée éteinte en 1838, l'espèce est redécouverte le 22 mars 2023 lorsque des spécimens sont observés à Igarassu, en banlieue de Recife, dans l'État de Pernambouc, annonce faite le 18 septembre par des botanistes,.

## Systématique
L'espèce Ilex sapiiformis a été recensée pour la première fois par le biologiste écossais George Gardner en 1838, puis décrite en 1861 par le botaniste autrichien Siegfried Reissek (d) (1819–1871),. Elle est nommée en français « Ilex de Pernambouc ».